# Constantin Le Paige
Pour les articles homonymes, voir Le Paige.
Constantin Marie Chevalier Le Paige, né à Liège le 9 mars 1852 et mort, dans cette même ville, le 26 janvier 1929 , est un mathématicien belge.

## Biographie
Né à Liège, en Belgique, Le Paige commença l'étude des mathématiques en 1869 à l'Université de Liège. Après avoir étudié l'analyse avec le professeur Eugène Charles Catalan, il est reçu docteur en sciences physiques et mathématiques en juillet 1875. Il est nommé successivement chargé de cours en 1876, professeur extraordinaire en 1876 et professeur ordinaire en 1885, toujours à l'Université de Liège. S'intéressant également à l'astronomie et à l'histoire des mathématiques, il devint directeur de l'Observatoire de Cointe en 1893 tombé en léthargie à la suite du départ de François Folie pour l'Observatoire royal de Belgique. Sous sa gestion dynamique, on y reprit des observations régulières, tant stellaires que du champ magnétique.  En 1894, il fut nommé Recteur de l'université dont il devint Administrateur-Inspecteur en 1905.
En 1901, il participa au comité qui créa la délégation pour l'adoption d'une langue auxiliaire internationale.
Le Paige travailla principalement sur la théorie des formes algébriques. Il conserva son poste d'enseignant jusqu'à sa retraite en 1922.
Il fut membre de l'Académie royale.
Il obtient concession de noblesse du Roi Lépold II en 1906 et concession du titre de Chevalier transmissible par ordre de primogéniture masculine du Roi Albert Ier en 1925.
Une rue de Cointe porte son nom.

## Famille
Constantin Le Paige est le fils de Constantin et de Jeanne Richard-Jacques. Il épouse le 19 janvier 1875 Marie Ernst, fille de Ulric et de Victorine d'Udekem.
Il a quatre enfants : Jeanne, Ulric, Marie et Constantin. Il est le grand-père de Gustave Le Paige, jésuite célèbre pour ses découvertes archéologiques au Chili.